# Weber (cráter)

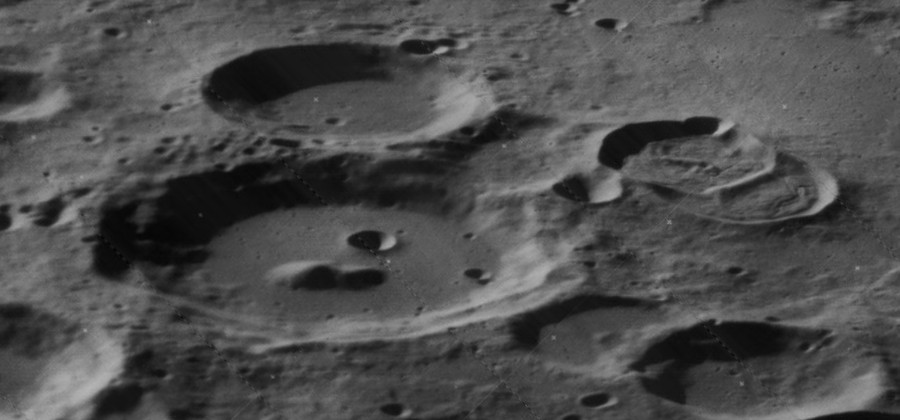
Imagen oblicua de la misión Lunar Orbiter 5, con Weber arriba a la izquierda y Sarton abajo a la izquierda, mirando al oeste

Weber es un cráter de impacto perteneciente a la cara oculta de la Luna, por lo que no se puede ver directamente desde la superficie de la Tierra. Este cráter está unido al borde exterior noroeste del cráter más grande Sarton. Alrededor de a dos diámetros al noroeste se halla Kramers, un cráter muy erosionado.
|  |

Este cráter en forma de cuenco tiene un borde exterior casi circular, que permanece bien definido y solo ha sido dañado marginalmente por impactos posteriores. Uno de ellos es un pequeño cráter en forma de copa en el borde noroeste. El borde común compartido con Sarton es algo más irregular, con un par de pequeños cráteres en cada extremo de la unión. También presenta un racimo de cratercillos minúsculos en el exterior, situados al sur-sudoeste de Weber.
La pared interior de Weber conserva cierta estructura, aunque su perfil se ha redondeado. Se localizan secciones en forma de terraza en el sur-sureste y las paredes interiores del noroeste. El suelo interior es casi llano y sin rasgos destacables, marcado tan solo por otro pequeño cráter en el cuadrante sureste.
Weber se encuentra dentro de la Cuenca Coulomb-Sarton, un cráter de impacto de 530 km de anchura del Período Pre-Nectárico.